# Daniel McFadden
Daniel Little McFadden (* 29. července 1937 Raleigh) je americký ekonometr, který v roce 2000 spolu s Jamesem Heckmanem získal Cenu Švédské národní banky za rozvoj ekonomické vědy na památku Alfreda Nobela za „rozvoj teorie a metod analýzy diskrétní volby“. Byl profesorem ekonomie na Kalifornské univerzitě v Berkeley.